# Université Sripatum
L'université Sripatum (en thaï : มหาวิทยาลัยศรีปทุม ; en anglais : Sripatum University ou SPU) est une université privée thaïlandaise située à Bangkok, la capitale du pays. 

## Source
- (en) Cet article est partiellement ou en totalité issu de l’article de Wikipédia en anglais intitulé « Sripatum University » (voir la liste des auteurs).